# 王殿
王殿（？—？），安徽休宁人，清朝政治人物。例贡出身。
乾隆十七年，擔任廣東廣州府永安縣知縣（現紫金縣知縣）。后由王館接任。